# Glyphodes bicoloralis
Glyphodes bicoloralis là một loài bướm đêm trong họ Crambidae.